# Elliston, Virginia
Elliston är en ort i Montgomery County i delstaten Virginia, USA.